# Bernoullia
Bernoullia  es un género  de fanerógamas perteneciente a la familia de las  malváceas. Incluye quince especies.  Es originario de Centroamérica. 

## Descripción
Son árboles que alcanzan un tamaño de hasta 30 m de alto. Hojas palmaticompuestas, 5–7-folioladas, los folíolos elípticos, 6–14 cm de largo y 2–7.5 cm de ancho, ápice acuminado, base obtusa, cartáceos; peciólulos articulados con el ápice del pecíolo. Inflorescencia una panícula compuesta de racimos secundifloros, las flores rojo-anaranjado brillantes; cáliz agudamente 5-dentado, dientes triangulares, 7–8 mm de largo; pétalos de 1 cm de largo; estambres numerosos, filamentos formando una columna estaminal de 1.5–2 cm de largo, dividida apicalmente en un lado, anteras 15–20, sésiles. Fruto oblongo-elipsoide, 20–25 cm de largo y 5–6 cm de ancho, con las valvas leñosas; semillas aladas, desnudas.

## Taxonomía
El género fue descrito por Daniel Oliver y publicado en Hooker's Icones Plantarum  12: 1169 - 1170, en el año 1873. La especie tipo es Bernoullia flammea Oliv.

## Especies
| - Bernoullia acaulis - Bernoullia acuminata - Bernoullia confluens - Bernoullia flammea - Bernoullia gnaphalioides | - Bernoullia heterophyla - Bernoullia hybrida - Bernoullia jaliscana - Bernoullia media - Bernoullia montana | - Bernoullia nutans - Bernoullia reptans - Bernoullia rivale - Bernoullia swietenioides - Bernoullia uribeana |